# David I. Walsh
Pour les articles homonymes, voir David Walsh et Walsh.
David Ignatius Walsh (11 novembre 1872 - 11 juin 1947) est un homme politique américain du 
Massachusetts. Membre du Parti démocrate, il sert à la législature de l'état du Massachusetts puis comme 43e Lieutenant-gouverneur puis comme 46e gouverneur de l'État (1914–1916). Son premier mandat au Sénat des États-Unis (1919–1925) puis, après une brève période sans mandat, il est de nouveau élu, quatre fois de suite (1926-1947). En matière de politique étrangère, il est un isolationniste convaincu, de sa précoce opposition à la domination américaine aux Philippines jusqu'au prêt-bail, et ce jusqu'à l'attaque japonaise contre Pearl Harbor.